# Hautschere

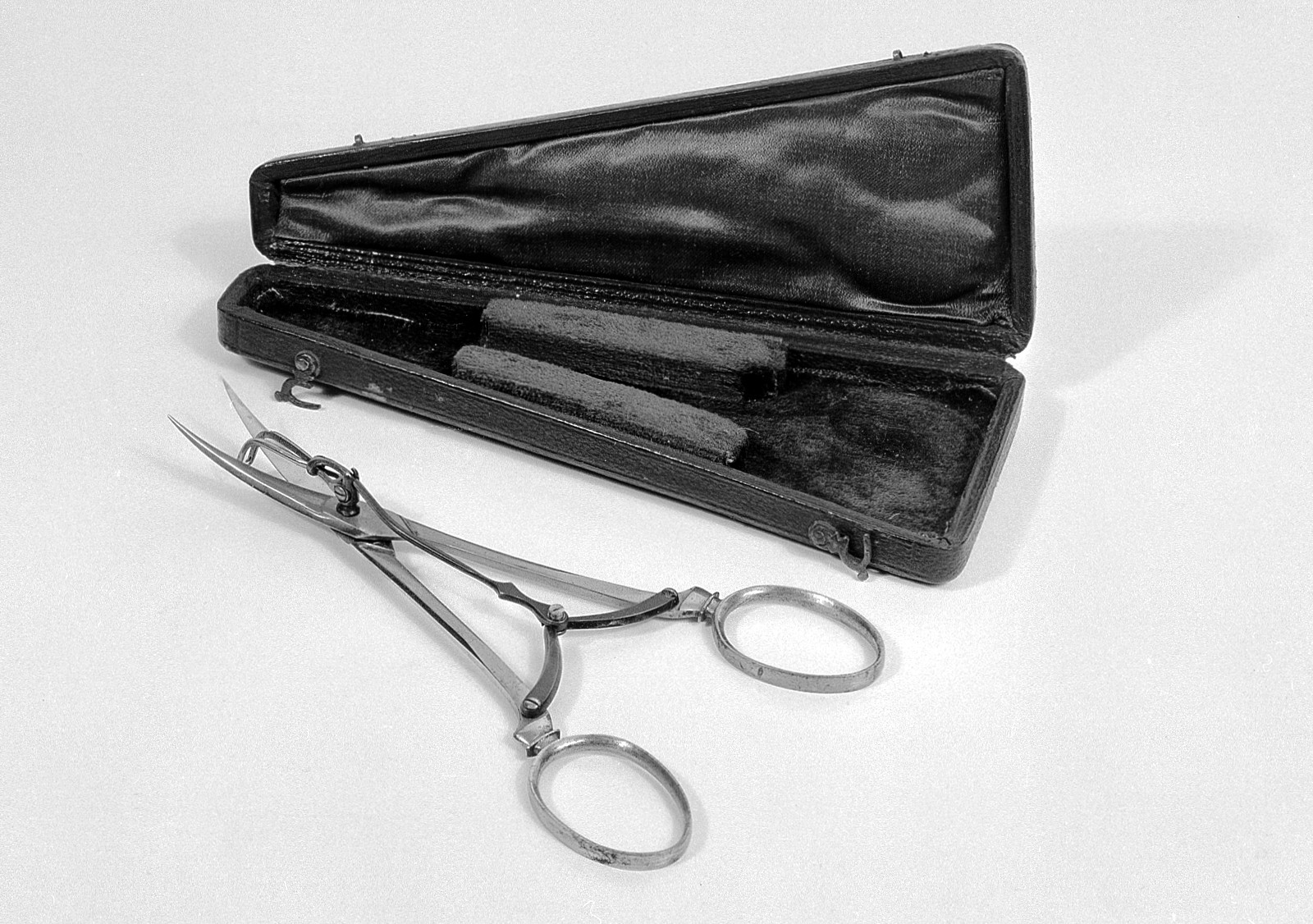
Hautschere

Eine Hautschere ist eine kleine Schere zum Entfernen abgestorbener Haut.

## Verwendung
Sie dient vorrangig medizinischen Zwecken, beispielsweise bei Operationen.
Zum Kürzen von Finger- und Zehennägeln ist sie nicht geeignet. Scheren dieser Art besitzen oftmals eine extra angeschliffene Spitze, auch Turmspitze genannt, zur Entfernung kleinster Hautreste. Das Blatt ist äußerst fein und dünn, um auch im Zehenbereich in engste Stellen vordringen zu können.

## Materialien und Aufbau
Hautscheren besserer Qualität sind aus vernickeltem Stahl gearbeitet, dadurch sind sie weiterhin rostfrei. Oftmals sind Hautscheren auch satiniert, was auf eine hohe Verarbeitungsqualität hinweist, die auch durch eine direkte Verschraubung der Scherenteile gewährleistet wird. Nur so können eventuell schadhafte Teile schnell und einfach getauscht werden.